# Liste des choix de repêchages des Jets de Winnipeg (1972-1996)
Cette liste contient tous les joueurs de hockey sur glace ayant été repêchés par les Jets de Winnipeg (1972-1996), franchise de l'Association mondiale de hockey et de la Ligue nationale de hockey.. Les joueurs listés ci-dessus n'ont pas obligatoirement joué un match sous le maillot de l'équipe.
Elle regroupe les joueurs depuis le Repêchage de 1973 organisé par l'AMH, jusqu’au Repêchage de 1977, le dernier mis en place par la ligue, ainsi que les joueurs depuis le Repêchage de 1979 organisé par la LNH en 1979-1980, lors de la première saison des Jets, jusqu'au Repêchage de 1995, le dernier repêchage des Jets avant le déménagement de la franchise à Phoenix et de son changement de nom en Coyotes de Phoenix,. Les joueurs sont classés par année de repêchage. Les deux premières colonnes donnent le rang et le tour duquel le joueur a été repêché suivis de son nom, de sa nationalité et de sa position de jeu.

## Les repêchages amateurs de l’AMH

### 1973
| No  | Tour | Nom             | Nationalité | Position      |
| --- | ---- | --------------- | ----------- | ------------- |
| 11  | 1er  | Ron Andruff     | Canada      | Centre        |
| 25  | 2e   | Keith Mackie    | Canada      | Défenseur     |
| 37  | 3e   | Kelly Pratt     | Canada      | Ailier droit  |
| 63  | 5e   | Randy Smith     | Canada      | Ailier gauche |
| 76  | 6e   | Ron Kennedy     | Canada      | Ailier droit  |
| 89  | 7e   | Jeff Jacques    | Canada      | Ailier droit  |
| 101 | 8e   | Terry McDougall | Canada      | Centre        |
| 112 | 9e   | Russel Wiechnik | Canada      | Centre        |
| 121 | 10e  | Mike Kennedy    | Canada      | Ailier droit  |

### 1974
| No  | Tour | Nom              | Nationalité | Position       |
| --- | ---- | ---------------- | ----------- | -------------- |
| 7   | 1er  | Randy Andreachuk | Canada      | Centre         |
| 22  | 2e   | Brian Engblom    | Canada      | Défenseur      |
| 37  | 3e   | Kim MacDougall   | Canada      | Défenseur      |
| 52  | 4e   | Boyd Anderson    | Canada      | Ailier gauche  |
| 66  | 5e   | Rick Uhrich      | Canada      | Ailier droit   |
| 81  | 6e   | Dave Rooke       | Canada      | Centre         |
| 96  | 7e   | Bob Ferguson     | Canada      | Centre         |
| 111 | 8e   | John Duncan      | Canada      | Défenseur      |
| 126 | 9e   | Wayne Wilhelm    | Canada      | Gardien de but |
| 139 | 10e  | Mike Wanchuk     | Canada      | Ailier droit   |
| 154 | 11e  | John Memryk      | Canada      | Gardien de but |
| 167 | 12e  | Marcel Dumais    | Canada      | Centre         |
| 207 | 19e  | Tom Wynne        | Canada      | Gardien de but |
| 11  | S    | Danny Gare       | Canada      | Ailier droit   |
| 26  | S    | Gord McTavish    | Canada      | Centre         |
| 27  | S    | Ron Ashton       | Canada      | Défenseur      |

### 1975
| No  | Tour | Nom              | Nationalité | Position      |
| --- | ---- | ---------------- | ----------- | ------------- |
| 8   | 1er  | Brad Gassoff     | Canada      | Ailier gauche |
| 22  | 2e   | Russ Anderson    | États-Unis  | Défenseur     |
| 38  | 3e   | Glen Richardson  | Canada      | Ailier gauche |
| 53  | 4e   | Ted Long         | Canada      | Ailier gauche |
| 81  | 6e   | Nick Bobstock    | Canada      |               |
| 119 | 9e   | Jim Gustafson    | Canada      | Ailier gauche |
| 132 | 10e  | Dag Bredberg     | Suède       | Ailier gauche |
| 145 | 11e  | Emil Mészáros    | Suède       | Centre        |
| 156 | 12e  | Torbjörn Nilsson | Suède       | Ailier droit  |
| 166 | 13e  | Bengt Lundholm   | Suède       | Ailier gauche |

### 1976
| No  | Tour | Nom                | Nationalité | Position      |
| --- | ---- | ------------------ | ----------- | ------------- |
| 9   | 1er  | Thomas Gradin      | Suède       | Centre        |
| 17  | 2e   | Clayton Pachal     | Canada      | Centre        |
| 20  | 2e   | Tom Rowe           | États-Unis  | Ailier droit  |
| 33  | 3e   | Steve Clippingdale | Canada      | Ailier gauche |
| 45  | 4e   | Göran Lindblom     | Suède       | Défenseur     |
| 57  | 5e   | Doug Johnston      | Canada      | Défenseur     |
| 69  | 6e   | Fred Berry         | Canada      | Centre        |
| 81  | 7e   | Greg Craig         | Canada      | Centre        |
| 92  | 8e   | Brian Granfield    | Canada      | Défenseur     |
| 103 | 9e   | Anders Håkansson   | Suède       | Ailier gauche |
| 115 | 10e  | Jörgen Pettersson  | Suède       | Ailier gauche |

### 1977
| No | Tour | Nom              | Nationalité | Position       |
| -- | ---- | ---------------- | ----------- | -------------- |
| 3  | 1er  | Ron Duguay       | Canada      | Centre         |
| 8  | 1er  | Miles Zaharko    | Canada      | Défenseur      |
| 28 | 3e   | Mark Lofthouse   | Canada      | Ailier droit   |
| 37 | 4e   | Donald Laurence  | Canada      | Centre         |
| 46 | 5e   | Bill Stewart     | Canada      | Défenseur      |
| 55 | 6e   | Ric Seiling      | Canada      | Ailier droit   |
| 64 | 7e   | Jim Hamilton     | Canada      | Ailier gauche  |
| 72 | 8e   | Warren Holmes    | Canada      | Centre         |
| 80 | 9e   | Mike Keating     | Canada      | Ailier gauche  |
| 88 | 10e  | Murray Bannerman | Canada      | Gardien de but |

## Les repêchages d'entrée dans la LNH
| Sommaire |
| Repêchages amateur : 1973 \| 1974 \|1975 \| 1976 \| 1977                                                                                                |
| Repêchages d'entrée : 1979 \| 1980 \| 1981 \| 1982 \| 1983 \| 1984 \| 1985 \| 1986 \| 1987 \| 1988 1989 \| 1990 \| 1991 \| 1992 \| 1993 \| 1994 \| 1995 |
| Références |

## 1979
| No  | Tour | Nom             | Nationalité | Position      |
| --- | ---- | --------------- | ----------- | ------------- |
| 19  | 1er  | Jimmy Mann      | Canada      | Ailier droit  |
| 40  | 2e   | Dave Christian  | États-Unis  | Ailier droit  |
| 61  | 3e   | William Whelton | États-Unis  | Défenseur     |
| 82  | 4e   | Patrick Daley   | France      | Ailier gauche |
| 103 | 5e   | Thomas Steen    | Suède       | Centre        |
| 124 | 6e   | Tim Watters     | Canada      | Défenseur     |

## 1980
| No  | Tour | Nom              | Nationalité | Position       |
| --- | ---- | ---------------- | ----------- | -------------- |
| 2   | 1er  | Dave Babych      | Canada      | Défenseur      |
| 23  | 2e   | Moe Mantha Jr.   | États-Unis  | Défenseur      |
| 44  | 3e   | Murray Eaves     | Canada      | Centre         |
| 65  | 4e   | Guy Fournier     | Canada      | Centre         |
| 86  | 5e   | Glen Ostir       | Canada      | Défenseur      |
| 107 | 6e   | Ronald Loustel   | Canada      | Gardien de but |
| 128 | 7e   | Brian Mullen     | États-Unis  | Ailier droit   |
| 135 | 7e   | Mike Lauen       | États-Unis  | Ailier droit   |
| 149 | 8e   | Sandy Beadle     | Canada      | Ailier gauche  |
| 170 | 9e   | Edward Christian | Canada      | Centre         |
| 191 | 10e  | Dave Chartier    | Canada      | Centre         |

## 1981
| No  | Tour | Nom             | Nationalité     | Position       |
| --- | ---- | --------------- | --------------- | -------------- |
| 1   | 1er  | Dale Hawerchuk  | Canada          | Centre         |
| 22  | 2e   | Scott Arniel    | Canada          | Ailier gauche  |
| 43  | 3e   | Jyrki Seppa     | Finlande        | Défenseur      |
| 64  | 4e   | Kirk McCaskill  | Canada          | Centre         |
| 85  | 5e   | Marc Behrend    | États-Unis      | Gardien de but |
| 106 | 6e   | Robert O'Connor | États-Unis      | Gardien de but |
| 127 | 7e   | Peter Nilsson   | Suède           | Ailier gauche  |
| 148 | 8e   | Dan McFall      | États-Unis      | Défenseur      |
| 169 | 9e   | Greg Dick       | États-Unis      | Gardien de but |
| 190 | 10e  | Vladimir Kadlec | Tchécoslovaquie | Défenseur      |
| 211 | 11e  | David Kirwin    | États-Unis      | Défenseur      |

## 1982
| No  | Tour | Nom            | Nationalité | Position      |
| --- | ---- | -------------- | ----------- | ------------- |
| 12  | 1er  | Jim Kyte       | Canada      | Défenseur     |
| 74  | 4e   | Tom Martin     | Canada      | Ailier gauche |
| 75  | 4e   | Dave Ellett    | États-Unis  | Défenseur     |
| 96  | 5e   | Tim Mishler    | États-Unis  | Défenseur     |
| 138 | 7e   | Derek Ray      | États-Unis  | Ailier gauche |
| 159 | 8e   | Guy Gosselin   | États-Unis  | Défenseur     |
| 180 | 9e   | Tom Ward       | États-Unis  | Défenseur     |
| 201 | 10e  | Michael Savage | Canada      | Ailier gauche |
| 222 | 11e  | Robert Shaw    | Canada      | Ailier droit  |
| 243 | 12e  | Jan Ericson    | Suède       | Ailier gauche |

## 1983
| No  | Tour | Nom               | Nationalité | Position       |
| --- | ---- | ----------------- | ----------- | -------------- |
| 8   | 1er  | Andrew McBain     | Canada      | Ailier droit   |
| 14  | 1er  | Bobby Dollas      | Canada      | Défenseur      |
| 29  | 2e   | Brad Berry        | Canada      | Défenseur      |
| 43  | 3e   | Peter Taglianetti | États-Unis  | Défenseur      |
| 69  | 4e   | Bob Essensa       | Canada      | Gardien de but |
| 89  | 5e   | Harry Armstrong   | États-Unis  | Défenseur      |
| 109 | 6e   | Joel Baillargeon  | Canada      | Ailier gauche  |
| 129 | 7e   | Iain Duncan       | Canada      | Ailier gauche  |
| 149 | 8e   | Ron Pesetti       | Canada      | Défenseur      |
| 169 | 9e   | Todd Flichel      | Canada      | Défenseur      |
| 189 | 10e  | Kory Wright       | États-Unis  | Ailier droit   |
| 209 | 11e  | Eric Cormier      | Canada      | Ailier gauche  |
| 229 | 12e  | Jamie Husgen      | États-Unis  | Défenseur      |

## 1984
| No  | Tour | Nom             | Nationalité | Position       |
| --- | ---- | --------------- | ----------- | -------------- |
| 30  | 2e   | Peter Douris    | Canada      | Ailier droit   |
| 68  | 4e   | Chris Mills     | Canada      | Défenseur      |
| 72  | 4e   | Sean Clement    | Canada      | Défenseur      |
| 93  | 5e   | Scott Schneider | États-Unis  | Centre         |
| 99  | 5e   | Brent Severyn   | Canada      | Ailier gauche  |
| 114 | 6e   | Gary Lorden     | États-Unis  | Défenseur      |
| 135 | 7e   | Luciano Borsato | Canada      | Centre         |
| 156 | 8e   | Brad Jones      | États-Unis  | Ailier gauche  |
| 177 | 9e   | Gord Whitaker   | Canada      | Ailier droit   |
| 198 | 10e  | Rick Forst      | Canada      | Ailier gauche  |
| 219 | 11e  | Mike Warus      | Canada      | Ailier droit   |
| 238 | 12e  | Jim Edmonds     | Canada      | Gardien de but |

## 1985
| No  | Tour | Nom               | Nationalité | Position       |
| --- | ---- | ----------------- | ----------- | -------------- |
| 18  | 1er  | Ryan Stewart      | Canada      | Centre         |
| 39  | 2e   | Roger Ohman       | Suède       | Défenseur      |
| 60  | 3e   | Daniel Berthiaume | Canada      | Gardien de but |
| 81  | 4e   | Fredrik Olausson  | Suède       | Défenseur      |
| 102 | 5e   | John Borrell      | États-Unis  | Ailier droit   |
| 123 | 6e   | Danton Cole       | États-Unis  | Ailier droit   |
| 144 | 7e   | Brent Mowery      | Canada      | Ailier gauche  |
| 165 | 8e   | Tom Draper        | Canada      | Gardien de but |
| 186 | 9e   | Nevin Kardum      | Canada      | Centre         |
| 207 | 10e  | Dave Quigley      | Canada      | Gardien de but |
| 228 | 11e  | Chris Norton      | Canada      | Défenseur      |
| 249 | 12e  | Anssi Melametsa   | Finlande    | Centre         |

## 1986
| No  | Tour  | Nom             | Nationalité | Position       |
| --- | ----- | --------------- | ----------- | -------------- |
| 8   | 1er   | Pat Elynuik     | Canada      | Ailier droit   |
| 29  | 2e    | Teppo Numminen  | Finlande    | Défenseur      |
| 50  | 3e    | Esa Palosaari   | Finlande    | Ailier droit   |
| 71  | 4e    | Hannu Järvenpää | Finlande    | Ailier droit   |
| 92  | 5e    | Craig Endean    | Canada      | Ailier gauche  |
| 113 | 6e    | John Bateman    | Canada      | Défenseur      |
| 155 | 8e    | Frank Furlan    | Canada      | Gardien de but |
| 176 | 9e    | Mark Green      | États-Unis  | Ailier gauche  |
| 197 | 10e   | John Blue       | États-Unis  | Gardien de but |
| 218 | 11e   | Matt Cote       | Canada      | Défenseur      |
| 239 | 12e   | Arto Blomsten   | Finlande    | Défenseur      |
| 24  | R. S. | Chris Levasseur | États-Unis  | Centre         |

## 1987
| No  | Tour  | Nom             | Nationalité | Position       |
| --- | ----- | --------------- | ----------- | -------------- |
| 16  | 1er   | Bryan Marchment | Canada      | Défenseur      |
| 37  | 2e    | Patrik Eriksön  | Suède       | Ailier droit   |
| 79  | 4e    | Donald McLennan | Canada      | Défenseur      |
| 96  | 5e    | Ken Gernander   | États-Unis  | Ailier droit   |
| 100 | 5e    | Darrin Amundson | États-Unis  | Centre         |
| 121 | 6e    | Joseph Harwell  | États-Unis  | Défenseur      |
| 142 | 7e    | Tod Hartje      | États-Unis  | Ailier gauche  |
| 163 | 8e    | Markku Kyllonen | Finlande    | Ailier droit   |
| 184 | 9e    | James Fernholz  | Canada      | Ailier droit   |
| 226 | 11e   | Roger Rougelot  | États-Unis  | Gardien de but |
| 247 | 12e   | Hans Goran Elo  | Suède       | Gardien de but |
| 20  | R. S. | Rob Fowler      | États-Unis  | Défenseur      |

## 1988
| No  | Tour  | Nom                 | Nationalité      | Position       |
| --- | ----- | ------------------- | ---------------- | -------------- |
| 10  | 1er   | Teemu Selänne       | Finlande         | Ailier droit   |
| 31  | 2e    | Russ Romaniuk       | Canada           | Ailier gauche  |
| 52  | 3e    | Stéphane Beauregard | Canada           | Gardien de but |
| 73  | 4e    | Brian Hunt          | Canada           | Centre         |
| 94  | 5e    | Anthony Joseph      | Canada           | Ailier droit   |
| 101 | 5e    | Benoit Lebeau       | Canada           | Ailier gauche  |
| 115 | 6e    | Ron Jones           | États-Unis       | Ailier droit   |
| 127 | 7e    | Markus Akerblom     | Suède            | Centre         |
| 136 | 7e    | Jukka Marttila      | Finlande         | Défenseur      |
| 157 | 8e    | Mark Smith          | États-Unis       | Ailier gauche  |
| 178 | 9e    | Michael Helber      | États-Unis       | Centre         |
| 199 | 10e   | Pavel Kostichkine   | Union soviétique | Centre         |
| 220 | 11e   | Kevin Heise         | Canada           | Ailier gauche  |
| 241 | 12e   | Kyle Galloway       | Canada           | Défenseur      |
| 15  | R. S. | Mike O'Neil         | Canada           | Gardien de but |

## 1989
| No  | Tour  | Nom               | Nationalité      | Position       |
| --- | ----- | ----------------- | ---------------- | -------------- |
| 4   | 1er   | Stu Barnes        | Canada           | Centre         |
| 25  | 2e    | Dan Ratushny      | Canada           | Défenseur      |
| 46  | 3e    | Jason Cirone      | Canada           | Centre         |
| 62  | 3e    | Kris Draper       | Canada           | Centre         |
| 64  | 4e    | Mark Brownschidle | États-Unis       | Défenseur      |
| 69  | 4e    | Allain Roy        | Canada           | Gardien de but |
| 109 | 6e    | Dan Bylsma        | États-Unis       | Ailier gauche  |
| 130 | 7e    | Pekka Peltola     | Finlande         | Ailier droit   |
| 131 | 7e    | Douglas Evans     | États-Unis       | Ailier gauche  |
| 151 | 8e    | Jim Solly         | Canada           | Centre         |
| 172 | 9e    | Stéphane Gauvin   | Canada           | Ailier gauche  |
| 193 | 10e   | Joseph Larson     | États-Unis       | Centre         |
| 214 | 11e   | Bradley Podiak    | États-Unis       | Ailier gauche  |
| 235 | 12e   | Ievgueni Davydov  | Union soviétique | Ailier droit   |
| 240 | 12e   | Sergueï Kharine   | Union soviétique | Ailier droit   |
| 4   | R. S. | Peter Hankinson   | États-Unis       | Centre         |
| 9   | R. S. | Jon Anderson      | États-Unis       | Ailier gauche  |

## 1990
| No  | Tour  | Nom              | Nationalité      | Position       |
| --- | ----- | ---------------- | ---------------- | -------------- |
| 19  | 1er   | Keith Tkachuk    | États-Unis       | Centre         |
| 35  | 2e    | Mike Muller      | États-Unis       | Défenseur      |
| 74  | 4e    | Roman Meluzin    | Tchécoslovaquie  | Ailier droit   |
| 75  | 4e    | Scott Levins     | États-Unis       | Ailier droit   |
| 77  | 4e    | Alekseï Jamnov   | Union soviétique | Centre         |
| 98  | 5e    | Craig Martin     | Canada           | Ailier droit   |
| 119 | 6e    | Daniel Jardemyr  | Suède            | Défenseur      |
| 140 | 7e    | John Lilley      | États-Unis       | Centre         |
| 161 | 8e    | Henrik Andersson | Suède            | Défenseur      |
| 182 | 9e    | Rauli Raitanen   | Finlande         | Ailier gauche  |
| 203 | 10e   | Mika Alatalo     | Finlande         | Ailier gauche  |
| 224 | 11e   | Sergeï Selianine | Union soviétique | Défenseur      |
| 245 | 12e   | Keith Morris     | Canada           | Centre         |
| 18  | R. S. | Mark Richards    | États-Unis       | Gardien de but |

## 1991
| No  | Tour  | Nom              | Nationalité      | Position       |
| --- | ----- | ---------------- | ---------------- | -------------- |
| 5   | 1er   | Aaron Ward       | Canada           | Défenseur      |
| 49  | 3e    | Dmitri Filimonov | Union soviétique | Défenseur      |
| 91  | 5e    | Juha Ylönen      | Finlande         | Centre         |
| 99  | 5e    | Ian Kaminski     | Union soviétique | Ailier gauche  |
| 115 | 6e    | Jeff Sebastian   | Canada           | Défenseur      |
| 159 | 8e    | Jeff Ricciardi   | Canada           | Défenseur      |
| 181 | 9e    | Sean Gauthier    | Canada           | Gardien de but |
| 203 | 10e   | Igor Oulanov     | Union soviétique | Défenseur      |
| 225 | 11e   | Jason Jennings   | Canada           | Ailier droit   |
| 247 | 12e   | Sergueï Sorokine | Union soviétique | Défenseur      |
| 5   | R. S. | Brad Mullahy     | États-Unis       | Gardien de but |
| 11  | R. S. | Jeff Jestadt     | États-Unis       | Ailier gauche  |

## 1992
| No  | Tour | Nom                  | Nationalité | Position       |
| --- | ---- | -------------------- | ----------- | -------------- |
| 17  | 1er  | Sergei Baoutine      | Russie      | Défenseur      |
| 27  | 2e   | Boris Mironov        | Russie      | Défenseur      |
| 60  | 3e   | Jeremy Stevenson     | États-Unis  | Ailier gauche  |
| 84  | 4e   | Mark Visheau         | Canada      | Défenseur      |
| 132 | 6e   | Aleksandr Alekseïev  | Russie      | Défenseur      |
| 155 | 7e   | Artour Oktiabriov    | Russie      | Défenseur      |
| 156 | 7e   | Andreï Raïski        | Russie      | Ailier gauche  |
| 204 | 9e   | Nikolaï Khabibouline | Russie      | Gardien de but |
| 228 | 10e  | Ievgueni Garanine    | Russie      | Centre         |
| 229 | 10e  | Teemu Numminen       | Finlande    | Centre         |
| 252 | 11e  | Andreï Karpotsev     | Russie      | Ailier droit   |
| 254 | 11e  | Ivan Vologzaninov    | Ukraine     | Ailier gauche  |

## 1993
| No  | Tour | Nom                | Nationalité        | Position       |
| --- | ---- | ------------------ | ------------------ | -------------- |
| 15  | 1er  | Mats Lindgren      | Suède              | Centre         |
| 31  | 2e   | Scott Langkow      | Canada             | Gardien de but |
| 43  | 2e   | Alekseï Boudaïev   | Russie             | Ailier droit   |
| 79  | 4e   | Rouslan Batyrchine | Russie             | Défenseur      |
| 93  | 4e   | Ravil Gousmanov    | Russie             | Ailier droit   |
| 119 | 5e   | Larry Courville    | Canada             | Ailier gauche  |
| 145 | 6e   | Michal Grosek      | République tchèque | Ailier gauche  |
| 171 | 7e   | Martin Woods       | Canada             | Défenseur      |
| 197 | 8e   | Adrian Murray      | Canada             | Défenseur      |
| 217 | 9e   | Vladimir Potapov   | Russie             | Ailier gauche  |
| 223 | 9e   | Ilia Stachenkov    | Russie             | Défenseur      |
| 228 | 9e   | Harijs Vītoliņš    | Lettonie           | Centre         |
| 285 | 11e  | Russell Hewson     | Canada             | Ailier gauche  |

## 1994
| No  | Tour  | Nom              | Nationalité | Position       |
| --- | ----- | ---------------- | ----------- | -------------- |
| 30  | 2e    | Deron Quint      | États-Unis  | Défenseur      |
| 56  | 3e    | Dorian Anneck    | Canada      | Centre         |
| 58  | 3e    | Tavis Hansen     | Canada      | Ailier droit   |
| 82  | 4e    | Steve Cheredaryk | Canada      | Défenseur      |
| 108 | 5e    | Craig Mills      | Canada      | Ailier droit   |
| 143 | 6e    | Steve Vézina     | Canada      | Gardien de but |
| 146 | 6e    | Chris Kibermanis | Canada      | Défenseur      |
| 186 | 8e    | Ramil Saifullin  | Russie      | Centre         |
| 212 | 9e    | Henrik Smangs    | Suède       | Gardien de but |
| 238 | 10e   | Mike Mader       | États-Unis  | Ailier droit   |
| 264 | 11e   | Jason Issel      | Canada      | Ailier gauche  |
| 4   | R. S. | Randy Stevens    | États-Unis  | Ailier droit   |

## 1995
| No  | Tour | Nom            | Nationalité | Position       |
| --- | ---- | -------------- | ----------- | -------------- |
| 7   | 1er  | Shane Doan     | Canada      | Ailier droit   |
| 32  | 2e   | Marc Chouinard | Canada      | Centre         |
| 34  | 2e   | Jason Doig     | Canada      | Défenseur      |
| 67  | 3e   | Brad Isbister  | Canada      | Ailier gauche  |
| 84  | 4e   | Justin Kurtz   | Canada      | Défenseur      |
| 121 | 5e   | Brian Elder    | États-Unis  | Gardien de but |
| 136 | 6e   | Sylvain Daigle | Canada      | Gardien de but |
| 162 | 7e   | Paul Traynor   | Canada      | Défenseur      |
| 188 | 8e   | Jaroslav Obšut | Slovaquie   | Défenseur      |
| 189 | 8e   | Fredrik Loven  | Suède       | Centre         |
| 214 | 9e   | Rob Deciantis  | Canada      | Centre         |